# Loi de Conway-Maxwell-Poisson
En théorie des probabilités et en statistique, la loi de Conway-Maxwell-Poisson est une loi de probabilité discrète nommée d'après Richard Conway, William L. Maxwell et Siméon Denis Poisson. Cette loi, notée CMP ou COM-Poisson, généralise la loi de Poisson en ajoutant un paramètre pour modéliser la sur-dispersion statistique et la sous-dispersion statistique. Elle est une loi de la famille exponentielle. La loi géométrique en est également un cas particulier et la loi de Bernoulli est son cas limite.

## Loi de Conway–Maxwell–Poisson
La loi COM-Poisson a initialement été proposée par Conway et Maxwell en 1962 comme une solution pour un problème de file d'attente avec des taux dépendant de l'état.
La fonction de dénsité de la loi COM-Poisson est donnée par :
{\displaystyle \mathbb {P} (X=x)=f(x;\lambda ,\nu )={\frac {\lambda ^{x}}{(x!)^{\nu }}}{\frac {1}{Z(\lambda ,\nu )}},}
pour x = 0,1,2,..., {\displaystyle \lambda >0} et {\displaystyle \nu \geq 0} et où
{\displaystyle Z(\lambda ,\nu )=\sum _{j=0}^{\infty }{\frac {\lambda ^{j}}{(j!)^{\nu }}}.}
Cette fonction Z sert de renormalisation pour obtenir une loi de probabilité et ne possède pas de forme plus explicite.
Le paramètre additionnel {\displaystyle \nu } qui n'apparait pas dans la loi de Poisson permet de modifier le taux de décroissance. Ce taux montre la non-linéarité du ratio des probabilités successives :
{\displaystyle {\frac {\mathbb {P} (X=x-1)}{\mathbb {P} (X=x)}}={\frac {x^{\nu }}{\lambda }}.}
Lorsque {\displaystyle \scriptstyle \nu =1}, la loi COM-Poisson devient la loi de Poisson standard et lorsque {\displaystyle \nu \to \infty }, la loi converge vers la loi de Bernoulli de paramètre {\displaystyle \lambda /(1+\lambda )}. Pour {\displaystyle \nu =0} la loi COM-Poisson est réduite à la loi géométrique avec paramètre {\displaystyle 1-\lambda } pour {\displaystyle \lambda <1}.
Les moments de la loi COM-Poisson sont obtenus par la formule itérative :
{\displaystyle \operatorname {E} [X^{r+1}]={\begin{cases}\lambda \,\operatorname {E} [X+1]^{1-\nu }&{\text{ si }}r=0\\\lambda \,{\frac {d}{d\lambda }}\operatorname {E} [X^{r}]+\operatorname {E} [X]\operatorname {E} [X^{r}]&{\text{ si }}r>0.\\\end{cases}}}

## Estimation des paramètres
En statistique, il est utile d'utiliser la loi COM-Poisson pour modéliser un phénomène connu à partir de données.
Il existe plusieurs méthodes pour estimer les paramètres de la loi COM-Poisson à partir de données. Détaillons deux méthodes, la « méthode rapide et grossière » (quick and crude method) et la « méthode précise et intensive » (accurate and intensive method).

### méthode rapide et grossière: moindres carrés pondérés
La « méthode rapide et grossière » propose un exemple simple et efficace pour obtenir des estimées grossières de la loi COM-Poisson et pour déterminer si la loi correspond au modèle.
Cette méthode utilise la relation des probabilités successives décrite ci-dessus. En considérant les logarithmes dans l'expression, apparait la relation linéaire suivante :
{\displaystyle \log {\frac {p_{x-1}}{p_{x}}}=-\log \lambda +\nu \log x}
où {\displaystyle p_{x}=\mathbb {P} (X=x)}. Pour estimer les paramètres, les probabilités peuvent être remplacées par les fréquences de x et de x-1. Pour déterminer si la loi est appropriée, ces valeurs doivent être comparées (par graphique par exemple) à {\displaystyle \log x} pour tous les ratios. Si les données apparaissent linéaires, alors le modèle peut être considéré comme adapté au modèle.
Une fois que la loi est supposée adaptée au modèle, les paramètres peuvent être estimés en appliquant la régression {\displaystyle \log({\hat {p}}_{x-1}/{\hat {p}}_{x})} par rapport à {\displaystyle \log x}. Bien que l'hypothèse d'homoscédasticité n'est pas respectée, la méthode des moindres carrés pondérés doit être utilisée. La matrice inverse aura les variances des ratios sur la diagonale et les covariances hors de la diagonale :
{\displaystyle \mathbb {V} \left[\log {\frac {{\hat {p}}_{x-1}}{{\hat {p}}_{x}}}\right]\approx {\frac {1}{np_{x}}}+{\frac {1}{np_{x-1}}}.}
{\displaystyle {\text{cov}}\left(\log {\frac {{\hat {p}}_{x-1}}{{\hat {p}}_{x}}},\log {\frac {{\hat {p}}_{x}}{{\hat {p}}_{x+1}}}\right)\approx -{\frac {1}{np_{x}}}.}

### méthode précise et intensive: maximum de vraisemblance
La fonction de vraisemblance de la loi COM-Poisson est :
{\displaystyle {\mathcal {L}}(\lambda ,\nu |x_{1},\dots ,x_{n})=\lambda ^{S_{1}}\exp(-\nu S_{2})Z^{-n}(\lambda ,\nu )}
où {\displaystyle S_{1}=\sum _{i=1}^{n}x_{i}} et {\displaystyle S_{2}=\sum _{i=1}^{n}\log x_{i}!}. En optimisant le maximum de vraisemblance, on obtient les équations suivantes :
{\displaystyle \mathbb {E} [X]={\bar {X}}}
{\displaystyle \mathbb {E} [\log X!]={\overline {\log X!}}}
qui n'ont pas de solutions analytiques. Le maximum de vraisemblance est alors approché numériquement en utilisant la méthode de Newton. Dans chacune des itérations, les espérances, variances et covariances de {\displaystyle X} et {\displaystyle \log X!} sont approchées en utilisant les estimées de {\displaystyle \lambda } et {\displaystyle \nu } obtenues à partir des itérations précédentes :
{\displaystyle \mathbb {E} [f(x)]=\sum _{j=0}^{\infty }f(j){\frac {\lambda ^{j}}{(j!)^{\nu }Z(\lambda ,\nu )}}.}